# ひだのぶこ
ひだ のぶこ（1950年〈昭和25年〉3月2日 - ）は日本の漫画家、少女漫画家。大阪府大阪市出身で、夫は同じく漫画家の池沢早人師（旧ペンネーム：池沢さとし）。代表作は『銀色のフラッシュ』など。

## プロフィール
1968年6月『お嬢さん旅を行く』(東京漫画出版社)で単行本デビュー。
銀行員をへて、1970年、『恋のエレベーター』が『少女コミック』3月27日号（小学館）に掲載され雑誌デビュー。
4月『ヤッホーエルダ』、5月『ふたりのボビー』、3ヶ月連続で3作の読み切りを発表後、6月『水しぶきにダッシュ』(少女コミック週2回刊)で初連載。
主に少女コミック(小学館)や別冊マーガレット(集英社)で活躍。少年誌でも『本気だぜ』(集英社ベアーズクラブ)が掲載。
小説『光のように　月のように』が電子書籍で発表されている。
編集委員会の委員長を石ノ森章太郎が務めた『日本漫画家名鑑500』にて、『銀色のフラッシュ』・『氷上の恋人たち』・『この手のひらに…』・『銀河の少女』の4作品の書影を代表作として掲載している（1992時点）。

## 単行本リスト
- 水しぶきにダッシュ(若木書房)　全2巻
- ブルーインパルス(若木書房)　　全1巻
- レッツ・ゴー青春(若木書房)　　全3巻
- がんばらなくっちゃ(若木書房)　全1巻
- 青春スマッシュ(若木書房)　　　全2巻
- ラブスケーター(若木書房)　　　全1巻
- 美知と三四郎(若木書房)　　　　全2巻
- 若葉の口笛(スタジオシップ)　　全1巻
- J&Jすとおりい(スタジオシップ)全1巻
- 銀河の少女(オリオン出版)　　　全2巻
- 氷上の恋人たち(小学館)　　　　全3巻
- 銀色のフラッシュ(小学館)　　　全8巻
- 春よ恋(集英社)　　　　　　　　全1巻
- この手のひらに(集英社)　　　　全1巻
- Dream(作画出版インドネシア)　全1巻
- WAKABA’S WHISTLE(作画出版)インドネシア全1巻
- J&J(作画出版)インドネシア　　　　　　　 　全1巻
- 銀色のフラッシュ(フェアベル)　全5巻
- 氷上の恋人たち(フェアベル)　　全2巻
- 初恋通り(小学館)　　　　　　　全1巻
- テコンドーガール蘭子　イラスト担当